# Ypthima phania
Ypthima phania är en fjärilsart som beskrevs av Charles Oberthür 1891. Ypthima phania ingår i släktet Ypthima och familjen praktfjärilar. Inga underarter finns listade i Catalogue of Life.